# Klaus Beer (Filmemacher)

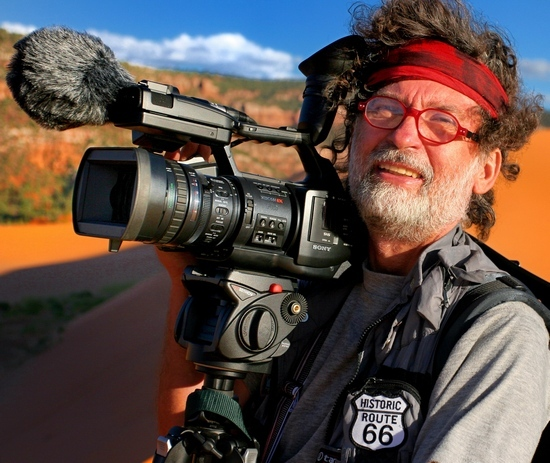
Klaus Beer (USA 2013)

Klaus Beer (* 25. Juni 1951 in Hof an der Saale) ist ein deutscher Reisedokumentarfilmer, Autor und Initiator des Fernwehparks „Signs of Fame“.

## Leben und Wirken
Beer wuchs in Hof auf und begann nach Abschluss seiner Schulausbildung an der Staatlichen Realschule Hof mit 16 Jahren eine Lehre als Bankangestellter. Dieser Arbeit ging er 40 Jahre nach. Parallel dazu entdeckte er seine Leidenschaft für das Filmemachen, speziell Reise-Dokumentar-Kulturfilm.

### Regisseur/Autor
Beer begann 1976 damit, seine ersten eigenen Filme zu produzieren. Mit seinen Natur-/Landschaftsdokumentationen spezialisierte er sich vor allem auf die USA. Er setzt aber auch einen Schwerpunkt auf ursprüngliche Lebensweisen, Sitten und Gebräuche fremder Völker in seiner Arbeit. Auf diese Weise sind bislang 19 abendfüllende Reise-Kulturfilme in Asien, Afrika und Nordamerika in Super 8, 16-mm Zelluloidfilm und aktuell digital entstanden. Seine Arbeiten veröffentlichte er auf DVD und Blu-ray. Ausschnitte der Filmproduktionen haben Platz in dem Format Mit Weltenbummlern unterwegs des NDR Fernsehen gefunden. Des Weiteren hat Beer mehrere Bücher über seine Reisen geschrieben, darunter Auftragsproduktionen für den Reisebuch-Verlag terra magica, Luzern.

### Initiator des Fernwehparks
Bei Dreharbeiten in Kanada besuchte er den Sign Post Forest. Er beschloss, so etwas nach Oberfranken zu bringen. Kurze Zeit später, am 9. November 1999, realisierte er dieses Projekt unter dem Namen Fernwehpark – Signs of Fame. Mit 300 Handabdrücken Prominenter, welche er für das Fernwehpark-Star-Museum gesammelt hat, war der ursprüngliche Fernwehpark über 100 Handabdrücke umfassender als das TLC Chinese Theatre Hollywood. Nahe dem Fernwehpark wurde nach Beers Idee das zugehörige Fernweh Diner, ein Restaurant im amerikanischen Stil, eröffnet.
Die Betreibergesellschaft meldete 2015 Insolvenz an, ehe das Diner verkauft und unter neuem Namen wiedereröffnet wurde. Klaus Beer als „Ideengeber“ schied daraufhin als „Pressesprecher und Werbemann“ für das Fernweh-Diner aus. Der nahegelegene Fernwehpark wurde kurze Zeit später geschlossen, aber im Jahre 2018 im 8 km von Hof entfernten Summapark des Marktes Oberkotzau neu eröffnet.
Heute umfasst der neue Fernweh-Park knapp 5000 Schildergrüße aus der ganzen Welt und im „Signs of Fame“ sind über 500 handsignierte Grußschilder von Prominenten aus Musik, Film, TV und Bühne zu sehen. Bis 2024 wurden 536 Original Handabdrücke von Stars in Ton gebrannt. Das Projekt definiert sich dabei selbst auch als Aufruf zur Gleichbehandlung, gegen Rassismus und Frieden in der Welt.

## Auszeichnungen
- 2008: Ehrennadel in Bronze des Frankenwald Tourismus Center für den Hofer Fernwehpark
- 2014: Ehrennadel in Silber des Frankenwald Tourismus Center für Fernwehdiner und Fernwehpark in Hof[11]